# Electric Café
Electric Café (рус. «Электрическое кафе») — девятый студийный альбом немецкой электронной группы Kraftwerk, вышедший в 1986 году на лейбле EMI Records. В отличие от предыдущих пяти концептуальных альбомов, Electric Café был встречен вяло и большого успеха не принёс.

## Обзор
Подготовка к альбому, первоначально названному Techno Pop, началась сразу после выхода Computerwelt (1981). Первым результатом стал вышедший летом 1983 года сингл «Tour de France», после чего работа была прервана из-за несчастного случая, произошедшего с Ральфом Хюттером во время велосипедной поездки. Кома и последующий период реабилитации по меньшей мере на шесть месяцев отвлекли Хюттера от работы в студии. Когда работа возобновилась, музыканты сочли, что записанный материал уже не настолько революционный по звучанию, как были их предыдущие работы, и заново стали перезаписывать все композиции с нуля, проведя перед этим закупку новейшего оборудования. В итоге работа заняла ещё больше времени, и ко времени окончания альбом получил название Electric Café вместо Techno Pop; песню «Tour de France» решено было не включать, так как к тому времени уже прошло 3 года с момента её выхода. На альбоме впервые можно услышать голос Карла Бартоса — он исполняет «The Telephone Call». С момента выхода альбома все концерты Kraftwerk заканчиваются композицией «Musique Non-Stop».
Существует некая путаница относительно Electric Café и так называемого альбома Techno Pop: была проведена кампания по рекламе альбома и подготовлен видеоклип, но альбом с таким названием никогда не выходил, и все композиции, которые в него предполагалось включить, вышли на Electric Café, за исключением «Tour De France»; тем не менее, некоторые дискографии ошибочно включают его в список альбомов. Некоторые пиратские бутлеги содержат две композиции 1983 года «Techno Pop» и «Sex Object» в виде довольно сырых и примитивных набросков. Однако в ремастированном издании 2009 года альбом получил название Techno Pop.
На обложке альбома изображены трехмерные проекции лиц участников Kraftwerk в их классическом составе квартета. Через два года Вольфганг Флюр покинул группу.

## Список композиций

### Немецкая версия
1. «Boing Boom Tschak» — 2:57
2. «Techno Pop» — 7:42
3. «Musique Non-Stop» — 5:45
4. «Der Telefon-Anruf» — 8:03
5. «Sex Objekt» — 6:51
6. «Electric Café» — 4:20

### Английская и испанская версии
Испанская версия альбома вышла в 1987 году и стала редкостью, так как производство альбома было скоро приостановлено. В испанской версии песни «Techno Pop» и «Sex Object» спеты на испанском языке, названия композиций, тем не менее, даны по-английски.
1. «Boing Boom Tschak» — 2:57
2. «Techno Pop» — 7:42
3. «Musique Non-Stop» — 5:45
4. «The Telephone Call» — 8:03
5. «Sex Object» — 6:51
6. «Electric Café» — 4:20

## Альбомные синглы
- Musique Non-Stop (1986)
- The Telephone Call (1986)